# 12-я мотострелковая дивизия
12-я мотострелковая дивизия (сокр. 12 мсд, в/ч 29043) — тактическое соединение Сухопутных войск СССР. Находилась в составе 39-й общевойсковой армии Забайкальского военного округа. 
Дивизия дислоцировалась в городе Улан-Батор и Баганууре Монгольской Народной Республики.

## История
12-я мотострелковая дивизия сформирована 12 июня 1960 года в г. Абакан. Её создание было связано с общим повышением обороноспособности Сибирского военного округа, где на тот момент оставались только две мотострелковые дивизии: 67-я и 85-я.
Дивизия была развёрнута до полного штата в 1984 году.
В 1984 году 12-я дивизия введена в Монголию.
В 1992 году дивизия выведена в Улан-Удэ и переформирована в 5517-ю БХВТ.

## Командиры
- Гайдук, Николай Антонович

## Состав
- управление (Багануур);
- 523-й мотострелковый полк (Багануур);
- 592-й мотострелковый полк (Улан-Батор);
- 598-й мотострелковый полк (Багануур);
- 365-й танковый полк (Багануур);
- 1282-й артиллерийский полк (Багануур);
- 1178-й зенитный ракетный полк (Багануур);
- 34-й отдельный танковый батальон (Багануур);
- 636-й отдельный ракетный дивизион (Багануур);
- 132-й отдельный разведывательный батальон (Багануур);
- отдельный противотанковый дивизион (Багануур);
- 1156-й отдельный инженерно-сапёрный батальон (Багануур);
- Н-й отдельный ремонтно-восстановительный батальон (Багануур);
- 1041-й отдельный батальон связи (Багануур);
- 1161-й отдельный батальон материального обеспечения (Багануур);
- 636-й отдельный медицинский батальон (Багануур);
- Н-я отдельная рота химической защиты (Багануур);
- ОВКР (Багануур)[4].